# ピマーイ郡
座標: 北緯15度13分14秒 東経102度29分9秒 / 北緯15.22056度 東経102.48583度
ピマーイ郡（ピマーイぐん）は、タイ東北部・ナコーンラーチャシーマー県にある郡（アムプー）。

## 名称
恋物語の一文、ピーマー（"พี่มา", 兄よ来い）がなまって呼ばれたものとされるが、タイ語学者の冨田竹二郎はこの由来には信憑性がないとしている。

## 歴史
ピマーイはクメール王朝時代ヴィマーイないしヴィマーヤプラと呼ばれ都市が11世紀から12世紀の間に建設された。この都市の遺構はピマーイ歴史公園に見ることができる。その後もピマーイは重要な都市として機能した。
トンブリー王朝時代、アユタヤ陥落の後テープピピット親王がこの地を支配しピマーイ王を称したが、タークシンによって滅ぼされた。
1900年ムアンピマーイ郡の名の下、郡として成立した。その後、1911年にラーマ6世（ワチラーウット）の母シーパッチャリン（サオワパー妃）はピマーイ遺跡を見物に来た為、街は新しく建造され、6つの通りにこれを記念する名前が付けられた。1938年、ムアンの語は県庁所在地を連想させることからムアンピマーイ郡から、ムアンという言葉が取れピマーイ郡となった。

## 地理
ムーン川が形成した平地にある。重要な水源はムーン川である。
来たに国道206号線が延びており、国道2号線（ミッタパープ通り）とつながっている。南には国道2163号線が通っており、国道226号線とつながっている。東には国道2175号線が通っておりチュムプワン方面とつながっている。

## 経済
郡の主要な産業は農業で、コメが生産されている。

## 行政区分
郡は12のタムボンに分かれ、さらにその下位に208の村（ムーバーン）がある。自治体（テーサバーン）が一つあり以下のようになっている・
- テーサバーンタムボン・ピマーイ・・・タムボン・ナイムアンの一部

また、郡内には12のタムボン行政体（オンカーンボーリハーンスワンタムボン）がある。
- タムボン・ナイムアン・・・ตำบลในเมือง
- タムボン・サムリット・・・ตำบลสัมฤทธิ์
- タムボン・ポート・・・ตำบลโบสถ์
- タムボン・クラブアンヤイ・・・ตำบลกระเบื้องใหญ่
- タムボン・タールワン・・・ตำบลท่าหลวง
- タムボン・ランカーヤイ・・・ตำบลรังกาใหญ่
- タムボン・チーワーン・・・ตำบลชีวาน
- タムボン・ニコムサーントンエーン・・・ตำบลนิคมสร้างตนเอง
- タムボン・クラチョーン・・・ตำบลกระชอน
- タムボン・ドンヤイ・・・ตำบลดงใหญ่
- タムボン・ターンラロート・・・ตำบลธารละหลอด
- タムボン・ノーンラウィエン・・・ตำบลหนองระเวียง